# Westhoek (Frise)
Pour la région transfrontalière belgo-française, voir Westhoek.
Westhoek (en bildts : De Westhoek) est un village de la commune néerlandaise de Waadhoeke, dans la province de Frise.

## Géographie
Le village est situé dans le nord de la Frise, au bord de la mer des Wadden, à 10 km au nord de Franeker.

## Histoire
Westhoek est un hameau de Sint-Jacobiparochie avant le 1er janvier 1991 et fait partie de la commune de Het Bildt avant le 1er janvier 2018, où celle-ci est supprimée et fusionnée avec Franekeradeel, Menameradiel et une partie de Littenseradiel pour former la nouvelle commune de Waadhoeke.

## Démographie
Le village comptait 280 habitants en 2006.